# Movimento operaio (rivista)
Movimento operaio è una rivista italiana fondata nel 1949.
Fino al 1952 la rivista fu diretta dall'intellettuale mantovano Gianni Bosio e dal 1952, a seguito di una polemica inconciliabile fra il fondatore e l'editore Giangiacomo Feltrinelli, la rivista passò alla Biblioteca Feltrinelli. La rivista divenne immediatamente l'organo principale di pubblicazione di ricerche sui primi movimenti organizzati del proletariato italiano.

## La rivista dal primo numero al 1952
Il primo numero fu pubblicato dattiloscritto il 1 ottobre del 1949, Gianni Bosio, quale direttore della rivista, aveva come scopo quello di favorire contatti con studiosi di diversa provenienza, interessati alla storia del movimento operaio e quello di far conoscere il lavoro, suo e dei suoi collaboratori, negli ambienti politici ed accademici.
All'uscita del primo numero, nel comitato promotore della rivista, vi erano militanti e dirigenti provenienti dall'esperienza del socialismo prefascista, come Renato Carli Ballola e Rinaldo Rigola, e studiosi della vecchia generazione, come lo storico Luigi Dal Pane, allora massimo conoscitore delle opere di Antonio Labriola, che rappresentavano il legame ideale della rivista con le vicende del movimento operaio del primo ‘900.
Vi erano anche Lelio Basso, allora direttore responsabile della rivista «Quarto Stato» e Felice Anzi, Giuseppe Del Bo, Mario Mantovani, Guido Mazzali, Alceo Negri, Giulio Trevisani.
Nei primi anni cinquanta il comitato di redazione della rivista, era composto, fra gli altri, da Franco Della Peruta, Antonio Lucarelli, Gastone Manacorda, Giovanni Pirelli, Ernesto Ragionieri, Aldo Raimondi, Renato Zangheri.